# Tandem (libellen)

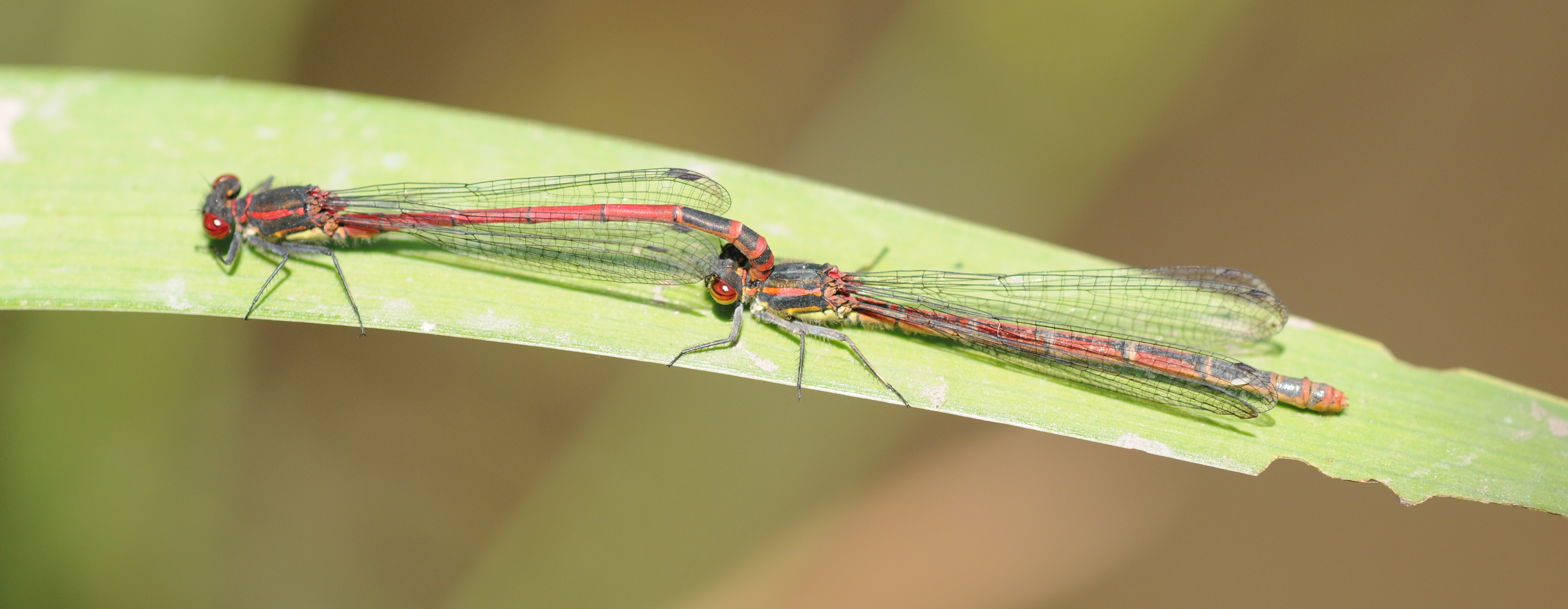
2 vuurjuffers (Pyrrhosoma nymphula) in tandem.

De tandem is een onderdeel van het paringsritueel van libellen.
Als het mannetje een vrouwtje waarneemt, brengt hij een spermatofoor van de genitaalopening in het negende achterlijfssegment naar zijn secundair copulatie-orgaan onder het tweede achterlijfssegment. Vervolgens grijpt hij het vrouwtje met zijn grijporgaan, dat aan het eind van het achterlijf zit, vast in de nek. De houding waarbij een mannetje een vrouwtje bij de nek vast heeft, noemt men de tandemhouding.
Ook na de eigenlijke paring, waarbij het vrouwtje met haar achterlijf sperma ophaalt uit het secundaire copulatie-orgaan van het mannetje (zie paringsrad), blijven sommige soorten libellen in tandem vliegen tot na het leggen van de eieren.